# Telazjoza
Telazjoza – pasożytnicza choroba zakaźna narządu wzroku u zwierząt domowych i dzikich wywoływana przez nicienie z rodzaju Thelazia.
Choroba występuje u bydła, zebu, żubrów, bizonów, bawołów, koni, osłów, psów, lisów, jenotów, kotów i królików. U bydła telazjozę diagnozuje się poprzez badanie mikroskopowe popłuczyn z worka spojówkowego oraz przewodów łzowych pod kątem wykrywania larw lub dojrzałych nicieni. W przypadku zwierząt dzikich jedyną przyżyciową metodą diagnostyczną jest obserwacja objawów klinicznych.
Choroba przenoszona jest przez muchy, powodując obustronne zmiany, m.in. intensywne zmętnienie rogówki oraz rozległe i głębokie jej owrzodzenia, ropne zapalenie gałki ocznej lub jej perforację. Zmiany powodowane w przebiegu choroby są nieodwracalne, prowadząc do ślepoty. Telazjoza odnotowana w Europie, Azji, Afryce, Ameryce Północnej i Australii. Choroba jest bardzo inwazyjna, stąd w rejonach jej występowania zaleca się przeprowadzenie odrobaczania pogłowia bydła przed sezonem pastwiskowym i okresem wylęgu much. Choroba przebiega na ogół ostrzej u cieląt niż bydła dorosłego.
Leczenie u bydła obejmuje metody miejscowe (przepłukiwanie worka spojówkowego roztworem kwasu bornego i lewamizolu z próbą usunięcia pasożytów oraz dospojówkowe podanie roztworu adipinianu piperazyny, maści jodoformowej lub maści kalomelowej) oraz ogólne przez zastosowanie antyhelmintyków: doustnego lewamizolu, podskórnie podanego tetramizolu oraz podskórnie podanych doramektyny lub iwermektyny. u zwierząd dzikich brak możliwości podania odpowiedniej dawki leków drogą doustną oraz iniekcyjną.
Telazjozę po raz pierwszy zarejestrowano na terenach należących wówczas do Polski w województwie stanisławowskim w 1944 r. u krów transportowanych z terenów Związku Radzieckiego. Wkrótce potem została również stwierdzona u bydła na terenie województwa białostockiego. W latach 1954–1957 nicienie zostały po raz pierwszy stwierdzone u żubrów z Puszczy Białowieskiej, Niepołomic, Pszczyny i z Ogrodu Zoologicznego w Płocku.